# Blanzay-sur-Boutonne
Blanzay-sur-Boutonne är en kommun i departementet Charente-Maritime i regionen Nouvelle-Aquitaine i västra Frankrike. Kommunen ligger  i kantonen Aulnay som ligger i arrondissementet Saint-Jean-d'Angély. År 2022 hade Blanzay-sur-Boutonne 77 invånare.

## Befolkningsutveckling
Antalet invånare i kommunen Blanzay-sur-Boutonne
Referens:INSEE